# USS LST-826
O USS LST-826 foi um navio de guerra norte-americano da classe LST que operou durante a Segunda Guerra Mundial.